# Imphal
Imphal (Bengaals: মণিপুর) is de hoofdstad van de Indiase staat Manipur. De stad ligt voor twee derde in het district Imphal-West en voor een derde in het district Imphal-Oost, en is van beide districten het bestuurlijke centrum.

## Demografie
Volgens de Indiase volkstelling van 2001 wonen er 217.275 mensen in Imphal, waarvan 50% mannelijk en 50% vrouwelijk is. De plaats heeft een alfabetiseringsgraad van 79%.
Imphal ligt aan de rivier en in de vallei van de Imphal, op gemiddeld 786 meter hoogte en is omgeven door beboste bergen. In Imphal zijn vele oude gebouwen te vinden, waaronder het bekende Paleis van Kangla (in het centrum).

## Bezienswaardigheden
- Kangla Fort
- Kangla Museum
- Manipur State Museum
- RKCS Art Gallery And Museum